# Kanton Roura
Der Kanton Roura war ein französischer Kanton in Französisch-Guayana und im Arrondissement Cayenne.

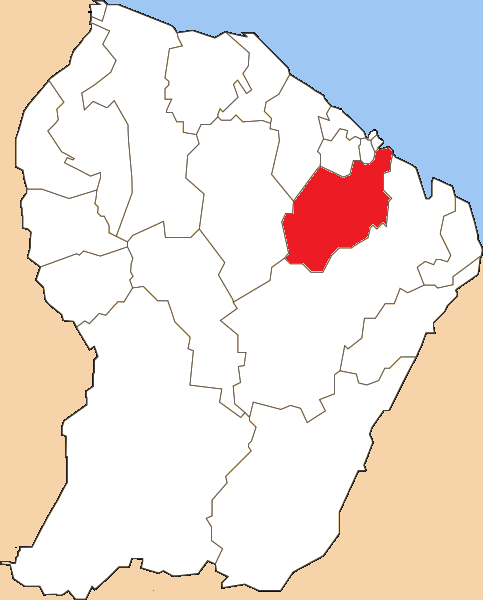
Lage des Kantons Roura im Departement Guyana

Der Kanton war deckungsgleich mit der Gemeinde Roura und hatte 3050 Einwohner (2012).